# Сборная России по сноуборду
Сборная России по сноубордингу представляет Россию на международных турнирах по сноуборду. Управляется Федерацией горнолыжного спорта и сноуборда России с 1995 года. Впервые была собрана в 1996 году, хотя впервые Чемпионат России по сноуборду был проведён в 1997 году. В состав сборной входит мужская и женская команды которые подразделяются на сборную в поворотных (спортивных) дисциплинах (параллельный слалом, параллельный гигантский слалом, сноуборд-кросс) и фристайлических дисциплинах (хафпайп, слоупстайл, биг-эйр). Главным тренером сборной является Денис Тихомиров.

## Россия на Олимпийских играх

### Таблица медалей Олимпийских игр
Количество завоёванных медалей на Олимпийских играх спортсменами в составе сборной России (1998-2010):
| Страна | Золото | Серебро | Бронза | Всего |
| ------ | ------ | ------- | ------ | ----- |
| Россия | 2      | 1       | 1      | 4     |

### Призёры Олимпийских игр (женщины)
Первую Олимпийскую медаль российскому сноубордингу принесла Екатерина Илюхина на Зимних Олимпийских играх 2010 года в Ванкувере. Екатерина Илюхина выиграла серебряную медаль в параллельном гигантском слаломе, уступив только представительнице Нидерландов Николин Сауэрбрей.

#### Таблица медалей с учётом всех гонок
Жирным шрифтом выделены действующие сноубордистки.
| Место | Спортсмен         | Золото | Серебро | Бронза | Всего |
| ----- | ----------------- | ------ | ------- | ------ | ----- |
| 1     | Екатерина Илюхина | -      | 1       | -      | 1     |
| 2     | Алёна Заварзина   | -      | -       | 1      | 1     |

### Выступление на Зимних Олимпийских играх 2014
Слоупстайл
| Соревнование | Спортсмены      | Квалификация | Квалификация | Квалификация | Полуфинал | Полуфинал | Полуфинал | Финал   | Финал   | Финал |
| Соревнование | Спортсмены      | 1 спуск      | 2 спуск      | Место        | 1 спуск   | 2 спуск   | Место     | 1 спуск | 2 спуск | Место |
| ------------ | --------------- | ------------ | ------------ | ------------ | --------- | --------- | --------- | ------- | ------- | ----- |
| Мужчины      | Алексей Соболев |              |              |              |           |           |           |         |         |       |

Хафпайп
| Соревнование | Спортсмены       | Квалификация | Квалификация | Квалификация | Полуфинал | Полуфинал | Полуфинал | Финал   | Финал   | Финал |
| Соревнование | Спортсмены       | 1 спуск      | 2 спуск      | Место        | 1 спуск   | 2 спуск   | Место     | 1 спуск | 2 спуск | Место |
| ------------ | ---------------- | ------------ | ------------ | ------------ | --------- | --------- | --------- | ------- | ------- | ----- |
| Мужчины      | Никита Автанеев  |              |              |              |           |           |           |         |         |       |
| Мужчины      | Дмитрий Миндруль |              |              |              |           |           |           |         |         |       |
| Мужчины      | Павел Харитонов  |              |              |              |           |           |           |         |         |       |

Бордеркросс
| Соревнование | Спортсмены      | Квалификация | Квалификация | 1/8 финала | Четвертьфинал | Полуфинал | Финал | Место |
| Соревнование | Спортсмены      | Результат    | Место        | 1/8 финала | Четвертьфинал | Полуфинал | Финал | Место |
| ------------ | --------------- | ------------ | ------------ | ---------- | ------------- | --------- | ----- | ----- |
| Мужчины      | Андрей Болдыков |              |              |            |               |           |       |       |
| Мужчины      | Николай Олюнин  |              |              |            |               |           |       |       |
| Мужчины      | Антон Копривица |              |              |            |               |           |       |       |

Параллельный гигантский слалом
| Соревнование | Спортсмены           | Квалификация | Квалификация | Квалификация | Квалификация | 1/8 финала         | Четвертьфинал      | Полуфинал          | Финал              | Место |
| Соревнование | Спортсмены           | 1 спуск      | 2 спуск      | Всего        | Место        | Соперник Результат | Соперник Результат | Соперник Результат | Соперник Результат | Место |
| ------------ | -------------------- | ------------ | ------------ | ------------ | ------------ | ------------------ | ------------------ | ------------------ | ------------------ | ----- |
| Мужчины      | Виктор Уайлд         |              |              |              |              |                    |                    |                    |                    |       |
| Мужчины      | Станислав Детков     |              |              |              |              |                    |                    |                    |                    |       |
| Мужчины      | Андрей Соболев       |              |              |              |              |                    |                    |                    |                    |       |
| Мужчины      | Валерий Колегов      |              |              |              |              |                    |                    |                    |                    |       |
| Женщины      | Екатерина Илюхина    |              |              |              |              |                    |                    |                    |                    |       |
| Женщины      | Екатерина Тудегешева |              |              |              |              |                    |                    |                    |                    |       |
| Женщины      | Алёна Заварзина      |              |              |              |              |                    |                    |                    |                    |       |
| Женщины      | Наталья Соболева     |              |              |              |              |                    |                    |                    |                    |       |

Параллельный слалом
| Соревнование | Спортсмены           | Квалификация | Квалификация | Квалификация | Квалификация | 1/8 финала         | Четвертьфинал      | Полуфинал          | Финал              | Место |
| Соревнование | Спортсмены           | 1 спуск      | 2 спуск      | Всего        | Место        | Соперник Результат | Соперник Результат | Соперник Результат | Соперник Результат | Место |
| ------------ | -------------------- | ------------ | ------------ | ------------ | ------------ | ------------------ | ------------------ | ------------------ | ------------------ | ----- |
| Мужчины      | Виктор Уайлд         |              |              |              |              |                    |                    |                    |                    |       |
| Мужчины      | Станислав Детков     |              |              |              |              |                    |                    |                    |                    |       |
| Мужчины      | Андрей Соболев       |              |              |              |              |                    |                    |                    |                    |       |
| Мужчины      | Валерий Колегов      |              |              |              |              |                    |                    |                    |                    |       |
| Женщины      | Екатерина Илюхина    |              |              |              |              |                    |                    |                    |                    |       |
| Женщины      | Екатерина Тудегешева |              |              |              |              |                    |                    |                    |                    |       |
| Женщины      | Алёна Заварзина      |              |              |              |              |                    |                    |                    |                    |       |
| Женщины      | Наталья Соболева     |              |              |              |              |                    |                    |                    |                    |       |

### Выступление на Зимних Олимпийских играх 2010
Бордеркросс
| Соревнование | Спортсмены      | Квалификация | Квалификация | 1/8 финала | Четвертьфинал | Полуфинал | Финал     | Место |
| Соревнование | Спортсмены      | Результат    | Место        | 1/8 финала | Четвертьфинал | Полуфинал | Финал     | Место |
| ------------ | --------------- | ------------ | ------------ | ---------- | ------------- | --------- | --------- | ----- |
| Мужчины      | Андрей Болдыков | 1:23,28      | 20           | 1          | 3             | не прошёл | не прошёл | 15    |

Параллельный гигантский слалом
| Соревнование | Спортсмены           | Квалификация | Квалификация | Квалификация | Квалификация | 1/8 финала                          | Четвертьфинал                      | Полуфинал                                  | Финал                                    | Место |
| Соревнование | Спортсмены           | 1 спуск      | 2 спуск      | Всего        | Место        | Соперник Результат                  | Соперник Результат                 | Соперник Результат                         | Соперник Результат                       | Место |
| ------------ | -------------------- | ------------ | ------------ | ------------ | ------------ | ----------------------------------- | ---------------------------------- | ------------------------------------------ | ---------------------------------------- | ----- |
| Мужчины      | Станислав Детков     | 38,96        | 39,33        | 1:18,29      | 11           | Майкл Ламберт (CAN) выиграл; +12,05 | Симон Шох (SUI) выиграл; DSQ       | Джейси-Джей Андерсон (CAN) проиграл; −1,72 | Матьё Боццето (FRA) проиграл; DSQ        | 4     |
| Женщины      | Екатерина Илюхина    | 41,61        | 41,82        | 1:23,43      | 4            | Мишель Горгон (USA) выиграла; -0,21 | Амели Кобер (GER) выиграла; -22,45 | Марион Крайнер (AUT) выиграла; -0,14       | Николин Сауэрбрей (NED) проиграла; +0,23 | 2     |
| Женщины      | Екатерина Тудегешева | 41,15        | 42,57        | 1:23,72      | 5            | Амели Кобер (GER) проиграла; +31,94 | не прошла                          | не прошла                                  | не прошла                                | 10    |
| Женщины      | Алёна Заварзина      | 42,04        | 43,47        | 1:25,51      | 17           | не прошла                           | не прошла                          | не прошла                                  | не прошла                                | 17    |
| Женщины      | Светлана Болдыкова   | 43,30        | 43,36        | 1:26,66      | 24           | не прошла                           | не прошла                          | не прошла                                  | не прошла                                | 24    |

### Выступление на Зимних Олимпийских играх 2006
Хафпайп
| Спортсмен            | Дисциплина | Квалификация | Квалификация | Квалификация | Квалификация | Финал     | Финал     | Финал     | Финал     | Итоговое место |
| Спортсмен            | Дисциплина | Попытка 1    | Попытка 1    | Попытка 2    | Попытка 2    | Попытка 1 | Попытка 1 | Попытка 2 | Попытка 2 | Итоговое место |
| Спортсмен            | Дисциплина | Очки         | Место        | Очки         | Место        | Очки      | Место     | Очки      | Место     | Итоговое место |
| -------------------- | ---------- | ------------ | ------------ | ------------ | ------------ | --------- | --------- | --------- | --------- | -------------- |
| Светлана Виноградова | женщины    | 6.9          | 33           | 13.8         | 23           | Не прошла | Не прошла | Не прошла | Не прошла | 29             |
| Юрий Подладчиков     | мужчины    | 1.0          | 44           | 13.6         | 31           | Не прошёл | Не прошёл | Не прошёл | Не прошёл | 37             |
| Мария Прусакова      | женщины    | 8.5          | 30           | 8.2          | 26           | Не прошла | Не прошла | Не прошла | Не прошла | 32             |

Параллельный гигантский слалом
| Спортсмен            | Дисциплина | Квалификация | Квалификация | 1/8                     | Четвертьфиналы                 | Полуфиналы                          | Финал                              | Финал |
| Спортсмен            | Дисциплина | Время        | Место        | Соперник Время          | Соперник Время                 | Соперник Время                      | Соперник Время                     | Место |
| -------------------- | ---------- | ------------ | ------------ | ----------------------- | ------------------------------ | ----------------------------------- | ---------------------------------- | ----- |
| Александр Белкин     | мужчины    | 1:14.04      | 25           | Не прошёл               | Не прошёл                      | Не прошёл                           | Не прошёл                          | 25    |
| Светлана Болдыкова   | женщины    | 1:21.32      | 4 (Q)        | дал Балкон поб. − 18.13 | Кобер пор. + 0.07              | За 5-8 места Тудегешева пор. + 3.69 | За 7 место Брюин пор. + 1.74       | 8     |
| Ольга Голованова     | женщины    | 1:23.59      | 21           | Не прошла               | Не прошла                      | Не прошла                           | Не прошла                          | 21    |
| Денис Салагаев       | мужчины    | 1:12.32      | 18           | Не прошёл               | Не прошёл                      | Не прошёл                           | Не прошёл                          | 18    |
| Екатерина Тудегешева | женщины    | 1:20.85      | 1 (Q)        | Хаглоф поб. − 1.13      | Дорис Гюнтер (AUT) пор. + 0.66 | За 5-8 места Болдыкова поб. − 3.69  | За 5 место Помагальски поб. − 1.04 | 5     |

### Выступление на Зимних Олимпийских играх 2002
Параллельный гигантский слалом
| Спортсмен        | Дисциплина | Квалификация | Квалификация | 1/8            | Четвертьфиналы | Полуфиналы     | Финал          | Финал |
| Спортсмен        | Дисциплина | Время        | Место        | Соперник Время | Соперник Время | Соперник Время | Соперник Время | Место |
| ---------------- | ---------- | ------------ | ------------ | -------------- | -------------- | -------------- | -------------- | ----- |
| Мария Тихвинская | женщины    | 42.97        | 15           | Не прошла      | Не прошла      | Не прошла      | Не прошла      | 15    |

## Россия на чемпионатах мира
Впервые российские сноубордисты выступили на Чемпионате мира по сноубордингу в 1996 году.

### Таблица медалей Чемпионатов мира
Количество завоёванных медалей на чемпионатах мира спортсменами России:
| Страна | Золото | Серебро | Бронза | Всего |
| ------ | ------ | ------- | ------ | ----- |
| Россия | 3      | 2       | 2      | 7     |

### Призёры чемпионатов мира (мужчины)
Первую и единственную медаль для России из мужчин завоевал Вик Уайлд, до сезона 2011-2012 выступавший за США, но после женитьбы на российской сноубордистке Алёне Заварзиной выступает за Россию. На Чемпионате мира 2013 в Стоунхеме Вик Уайлд выиграл бронзовую медаль в параллельном гигантском слаломе.

#### Таблица медалей
Жирным шрифтом выделены действующие сноубордисты.
| Место | Спортсмен    | Золото | Серебро | Бронза | Всего |
| ----- | ------------ | ------ | ------- | ------ | ----- |
| 1     | Виктор Уайлд | -      | -       | 1      | 1     |

### Призёры чемпионатов мира (женщины)
Первую медаль Чемпионатов мира - серебро, принесла Мария Тихвинская в дисциплине сноуборд-кросс, 17 января 1999 года.
Екатерина Тудегешева - единственная в мира двукратная Чемпионка мира (2007,2013) по сноубордингу.

#### Таблица медалей с учётом всех гонок
Жирным шрифтом выделены действующие сноубордистки.
| Место | Спортсмен            | Золото | Серебро | Бронза | Всего |
| ----- | -------------------- | ------ | ------- | ------ | ----- |
| 1     | Екатерина Тудегешева | 2      | 0       | 1      | 3     |
| 2     | Алёна Заварзина      | 1      | 0       | 0      | 1     |
| 3     | Светлана Болдыкова   | 0      | 1       | 0      | 1     |
| 4     | Мария Тихвинская     | 0      | 1       | 0      | 1     |